# نیما بانکی
نیما بانکی، (زاده ۱۳۵۷) کارگردان، فیلمساز و بازیگر سینمای ایران است. او فرزند رضا بانکی (فیلم‌بردار) و همسر پیشین لیلی رشیدی (هنرپیشه) است. او سابقاً کارگردانی ستاره. ساز، مسابقه استعدادیابی فوتبال را بر عهده داشت که از صدا و سیمای ایران پخش شد. نیما بانک همچنین کارگردان برنامه بندبازی، رقابت گروه‌های موسیقی است.

## دوره حرفه‌ای
بانکی در ۱۶ سالگی، فعالیت هنری خود را به عنوان عکاس و بازیگر در سینما و تلویزیون آغاز کرد و بعدها کارگردانی فیلم‌های کوتاه و مستندی را بر عهده داشت که اکثراً توسط دفتر سازمان ملل در ایران سرمایه‌گذاری و تولید شد.
نیما بانک کارگردان برنامه استعدادیابی فوتبال به اسم ستاره‌ساز بود که از صدا و سیمای ایران پخش شد. او کارگردانی و تولید رقابت موسیقی بندبازی را عهده‌دار است.
داوران و میزبان برنامه بندبازی را امید حاجیلی، مهراوه شریفی‌نیا، علیرضا عصار، امید نعمتی و بهروز صفاریان تشکیل می‌دهند.

## فیلم‌شناسی

### تلویزیون
- آب‌پریا (۱۳۹۰) (مدیر و طراح جلوه‌های ویژه)
- شمس‌العماره (۱۳۸۸) (بازیگر)
- پاورچین
- تهران ۱۱–۵۹۵ ج ۴۸ (۱۳۷۶–۱۳۷۵) (بازیگر - فیلم‌بردار)
- فروشگاه (۱۳۷۵) (بازیگر)
- قصه‌های تابه‌تا (۱۳۷۵) (فیلمبردار)
- وکلای جوان (۱۳۷۴) (هنرپیشه مهمان)
- پاییز بلند (۱۳۷۲) (عکاس)
- پیک سحر (۱۳۶۹) (بازیگر)
- مسابقه تلویزیونی ستاره ساز (۱۳۹۸) (کارگردان)

### سینما
- دوئل (۱۳۸۱) (آنونس)
- شب‌های تهران (۱۳۷۹) (طراح عنوان‌بندی)
- مرد آفتابی (۱۳۷۴) (عکاس)
- الو الو من جوجوام (۱۳۷۳) (بازیگر-عکاس)
- مهریه بی‌بی (۱۳۷۳) (بازیگر-عکاس)
- بچه‌های طلاق (۱۳۷۳) (بازیگر-عکاس)
- دیگه چه خبر!؟ (۱۳۷۰) (عکاس)
- انفجار در اتاق عمل (۱۳۷۰) (بازیگر)
- افسانه آه (۱۳۶۹) (بازیگر-عکاس)

### فیلم کوتاه
- عمق میدان (۱۳۹۰) (تهیه‌کننده)
- اتاق رؤیا (۱۳۸۲) (کارگردان-تدوین‌گر)

### مستند
- نمک زندگی (مستند) (۱۳۷۷) (کارگردان، تدوین‌گر، مدیر فیلمبرداری)
- کویر سبز (مستند) (۱۳۷۶) (کارگردان، تدوین‌گر، مدیر فیلمبرداری)
- رنگ زمین (۱۳۷۴) (کارگردان، تدوین‌گر)

### تئاتر
- روی زمین (۱۳۸۲) (بازیگر)
- کسی نیست همه داستان‌ها را به یاد آورد (۱۳۸۰) (بازیگر - طراح نور)
- ریچارد سوم (۱۳۷۸) (بازیگر)
- نوای عشق (بازیگر)